# خنزير بالاوان الملتحي
خنزير بالاوان الملتحي (اسمه العلمي: ) هو نوع من الخنازير النمطية المتوطنة في الفلبين ويوجد فقط في أرخبيل من الجزر (جزير بالاوان، وبالاباك، وكلامايان).
يصل طول خنزير بالاوان الملتحي من 1 متر إلى 1.6 متر وارتفاعه متر واحد ووزنه يصل إلى 150 كيلوغرام.